# Lola Herrera
Lola Herrera, née Dolores Herrera Arranz le 30 juin 1935 à Valladolid, est une actrice espagnole.

## Biographie
Elle commence sa carrière, à 18 ans, au cinéma dans le film El portico de la Gloria.
Mais sa carrière est plus tournée vers le théâtre et la télévision.
Son plus grand triomphe au théâtre est Cinco horas con Mario. Cette pièce a été présentée pour la première fois en 1979 et est restée 10 ans à l'affiche, soit plus de 2 000 représentations.
Elle a été mariée avec l'acteur espagnol Daniel Dicenta, une de leurs filles est également comédienne : Natalia Dicenta.
Elle a interprété durant six saisons le rôle de Carmen Arranz, directrice d'une école des arts de la scène, dans la série Un, dos, tres.
En 1999, elle reçoit la Médaille d'or du mérite des beaux-arts par le Ministère de l'Éducation, de la Culture et des Sports.

## Télévision
- 1984 : Hello Einstein de Lazare Iglesis
- 2002-2005 : Un, dos, tres : Carmen Arranz
- 2022 : Un, dos, tres : Historias de UPA : Carmen Arranz (épisode 1)
- 2023 : Un, dos, tres : Nouvelle génération : Carmen Arranz (épisode 1)